# Alfredo Alfani
Alfredo Alfani (Salerno, 14 settembre 1938 – 5 marzo 1984) è stato un politico italiano.
Deceduto durante la IX legislatura, venne sostituito dal senatore Giuseppe Graziani.